# 케이티 장
케이티 장(Katie Chang, 1995년 5월 3일 ~ )은 한국계 미국인 배우이다.
한인 아버지와 백인 어머니의 혼혈이다. 시카고에서 태어나 뉴트리어 고등학교를 졸업하고 뉴욕 컬럼비아 대학교에서 영화와 영어를 전공하였다. 윌멧의 배우학원에서 연기를 배웠고 소피아 코폴라 감독의 영화 《블링 링》으로 할리우드에 데뷔하였다.

## 출연작 목록

### 영화
| 연도 | 제목                    | 원제                           | 배역          | 비고     |
| ---- | ----------------------- | ------------------------------ | ------------- | -------- |
| 2011 |                         | CUTEeGRL                       | 피오나 말로   | 단편영화 |
| 2013 | 블링 링                 | The Bling Ring                 | 리베카 안     |          |
| 2013 |                         | A Birder's Guide to Everything | 엘런 리브스   |          |
| 2015 | 월터 교수의 마지막 강의 | Anesthesia                     | 에이미        |          |
| 2016 |                         | Imperfections                  | 미란다        |          |
| 2017 | 루저의 역습             | The Outcasts                   | 클레어 코너스 |          |
| 2017 |                         | Fatal Crossing                 | 마시          |          |
| 2018 |                         | Canal Street                   | 엘리자베스 추 |          |
| 2018 |                         | All The Little Things We Kill  | 캐럴          |          |
| 2019 | 다니엘 이즌 리얼        | Daniel Isn't Real              |               |          |